# 카메시코보

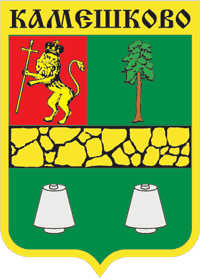
시 문장

카메시코보(러시아어: Камешково)는 러시아 블라디미르주에 위치한 도시로, 인구는 14,161명(2002년 기준)이며 블라디미르(블라디미르 주의 주도)에서 북동쪽으로 41km 정도 떨어진 곳에 위치한다. 1892년 방적 공장과 직물 공장이 들어섰고 1951년 시로 승격되었다.